# Episodi di Jonas L.A. (prima stagione)
Qui di seguito la lista degli episodi della prima stagione della serie televisiva Jonas, che nella seconda stagione prenderà il nome di Jonas L.A. per il cambio di ambientazione.

Logo della stagione

| nº | Titolo originale                  | Titolo italiano           | Prima TV USA      | Prima TV Italia   |
| -- | --------------------------------- | ------------------------- | ----------------- | ----------------- |
| 1  | Wrong Song                        | Un nuovo amore per Nick   | 2 maggio 2009     | 18 settembre 2009 |
| 2  | Groovy Movies                     | Regalo di compleanno      | 9 maggio 2009     | 25 settembre 2009 |
| 3  | Pizza Girl                        | La ragazza della pizza    | 16 maggio 2009    | 2 ottobre 2009    |
| 4  | Keeping It Real                   | Una famiglia normale      | 17 maggio 2009    | 9 ottobre 2009    |
| 5  | Band's Best Friend                | Il "quarto" Jonas         | 7 giugno 2009     | 16 ottobre 2009   |
| 6  | Chasing the Dream                 | Inseguire il sogno        | 14 giugno 2009    | 23 ottobre 2009   |
| 7  | Fashion Victim                    | Emergenza moda            | 21 giugno 2009    | 6 novembre 2009   |
| 8  | That Ding You Do                  | Solo per te               | 28 giugno 2009    | 13 novembre 2009  |
| 9  | Complete Repeat                   | L'incubo di Nick          | 5 luglio 2009     | 20 novembre 2009  |
| 10 | Love Sick                         | Malato d'amore            | 2 agosto 2009     | 27 novembre 2009  |
| 11 | The Three Musketeers              | I tre moschiettieri       | 9 agosto 2009     | 4 dicembre 2009   |
| 12 | Frantic Romantic                  | Finzione o realtà         | 16 agosto 2009    | 25 dicembre 2009  |
| 13 | Detention                         | Punizione                 | 23 agosto 2009    | 11 dicembre 2009  |
| 14 | Karaoke Surprise                  | Una sorpresa per Stella   | 6 settembre 2009  | 5 febbraio 2010   |
| 15 | Home Not Alone                    | Facciamo festa!           | 20 settembre 2009 | 19 febbraio 2010  |
| 16 | Forgetting Stella's Birthday      | Il compleanno dimenticato | 27 settembre 2009 | 12 febbraio 2010  |
| 17 | The Tale of the Haunted Firehouse | Fantasmi in casa          | 11 ottobre 2009   | 8 gennaio 2010    |
| 18 | Double Date                       | Doppio appuntamento       | 8 novembre 2009   | 26 febbraio 2010  |
| 19 | Cold Shoulder                     | L'amica di Kevin          | 6 dicembre 2009   | 18 dicembre 2009  |
| 20 | Beauty and the Beat               | La bella e la band        | 24 gennaio 2010   | 5 febbraio 2010   |
| 21 | Exam Jam                          | Lo spettro degli esami    | 14 marzo 2010     | 1º giugno 2010    |

## Un nuovo amore per Nick
- Titolo originale: Wrong Song
- Diretto da: Jerry Levine
- Scritto da: Ivan Menchell

### Trama
C'è una nuova ragazza nella scuola e Nick il macho  si innamora subito di lei, tanto da scriverle persino una canzone ("Give Love a Try") ed invitarla a registrare il suo primo demo nello studio di registrazione dei Jonas; i fratelli sono però preoccupati che lui corra troppo e ci rimanga male come nelle sue solite storie d'amore, così cercano in tutti i modi di dissuaderlo. La ragazza comunque impara da Nick come si suona la canzone e lo invita al suo primo spettacolo. Qui, accompagnato dai fratelli, Nick scopre che lei è fidanzata e che inoltre dedica la canzone imparata da Nick al suo lui. Nick ci rimane malissimo ma comunque resta amico della ragazza che, quando si presenta a casa dei Jonas, avvisa Nick che ha lasciato il suo ragazzo perché non gli piaceva la canzone. L'episodio si conclude con la ragazza e Nick che duettano la loro canzone.
- Guest Star: Bridgit Mendler (Penny)

## Regalo di compleanno
- Titolo originale: Groovy Movies
- Diretto da: Paul Hoen
- Scritto da: Ivan Menchell

### Trama
Stella ricorda ai Jonas del compleanno di Sandy, la loro mamma. I Jonas se n'erano completamente dimenticati e a casa, vedono i filmini di quand'erano piccoli e per far felice la mamma decidono di spostarli nei DVD; mentre stavano però impastando un dolce, rovinano le cassette con i filmini e allora, con l'aiuto di Stella e del loro fratellino Frankie, decidono di rimettere in scena i vecchi filmini. L'episodio si conclude con Joe e Stella che si rincorrono dopo che Joe ha messo nei DVD come contenuto extra il filmato di quando sfilava con l'abito della mamma.
- Guest Star: Rebecca Creskoff (Sandy Lucas), Frankie Jonas (Frankie Lucas)
- Assente: Nicole Anderson (Macy)

## La ragazza della pizza
- Titolo originale: Pizza Girl/Slice Of Life
- Diretto da:Paul Hoen
- Scritto da:Heather MacGillvra - Linda Mathious

### Trama
Nick, Joe e Kevin si innamorano perdutamente della ragazza che consegna le pizze e ogni giorno per riuscire a vederla ordinano decine di pizze, che sono però disgustose. All'inizio i tre Jonas condividono pacificamente il loro amore per Maria (la ragazza della pizza), dopo un po' però tra di loro nasce una forte rivalità che li porterà a litigare per lei. Consultano addirittura il vecchio libro delle regole dei Jonas che dice esplicitamente "Se tutti e tre i Jonas si innamorano della stessa ragazza, devono dimenticarla per evitare di rompere il legame di musicisti e di fratelli che li lega da moltissimi anni". Nick, Joe e Kevin non si rassegnano ma alla fine con l'aiuto dell'amica Stella scoprono di non conoscere affatto Maria e così riescono finalmente a dimenticarla.
- Guest Star: Rebecca Creskoff (Sandy Lucas), Frankie Jonas (Frankie Lucas), Scheana Marie Jancan (Maria)

## Una famiglia normale
- Titolo originale: Keeping It Real
- Diretto da: Lev L. Spiro
- Scritto da: Michael Curtis - Roger S. H. Schulman

### Trama
La madre di Joe, Nick e Kevin, stanca del fatto che da quando i figli sono delle star non sono più una famiglia normale, obbliga i figli a comportarsi come prima che fossero famosi: così i tre fratelli ricominciano a fare i servizi di casa, come buttare la spazzatura ma ogni volta che ci provano vengono assaliti dalle fan. La madre decide di far in modo di cenare tutti insieme e, prima di mettersi a cucinare, manda i figli a dare dei vestiti in un negozio di usato, nel quale lavora Macy; in breve il negozio viene circondato dalle fan, così i fratelli cercheranno un modo per uscire ed arrivare in tempo a casa. Alla fine anche Stella e i genitori di Joe, Nick e Kevin vanno nel negozio e porteranno la cena lì in modo da poter mangiare tutti insieme. L'episodio si conclude con Kevin che riesce finalmente a buttare la spazzatura e i tre fratelli che si immedesimano in un divertente finto rallenty per festeggiare la vittoria contro la spazzatura.
- Guest Star: Rebecca Creskoff (Sandy Lucas), Frankie Jonas (Frankie Lucas), Robert Feggans (Big Man), Kara Stribling (Fan)

## Il "quarto" Jonas
- Titolo originale: Band's Best Friend
- Diretto da: Linda Mendoza
- Scritto da: Kevin Kopelow - Heath Seifert

### Trama
I tre Jonas ospitano a casa loro un vecchio amico di Joe, Carl. Le cose però non vanno come dovrebbero, infatti Carl è ossessionato dalla popolarità dei tre Jonas e crede che siano cambiati con il passare del tempo e con il fatto che adesso sono famose rockstar; l'unico però ad essere cambiato è Carl. Si comporta in modo strano e non è più l'amico che Joe conosceva. I tre fratelli allora, gli fanno capire di non comportarsi come tutte le rockstar ma di essere in fondo ragazzi normali. L'amico, dopo aver capito, ritorna a casa, ma i Jonas, in colpa per averlo trattato male, organizzano una festa in suo onore. Nel frattempo, Macy e Stella litigano perché entrambe hanno diverse priorità: per Macy sono i Jonas e per Stella la moda. Fortunatamente, tutto si risolve, scoprendo anche che "tempo fa" Joe aveva una cotta per Stella.
- Gue Star: Nate Hartley (Carl Schuster), Frankie Jonas (Frankie Lucas), John Lloyd Taylor (Mr. Costello)

## Inseguire il sogno
- Titolo originale: Chasing the Dream
- Diretto da: Paul Hoen
- Scritto da: Kevin Kopelow - Heat Seifert

### Trama
I tre fratelli hanno un disperato bisogno di una corista per una loro nuova canzone e Macy si offre volontaria; i Jonas la portano così nel loro studio di registrazione, dove però scoprono che è una pessima cantante. La ragazza viene poi a scoprire di quello che Nick, Joe e Kevin pensano sulla sua voce e così si offende; fortunatamente alla fine tutto viene chiarito.
- Gue Star: Riff Hutton (Malcolm Meckle), Frankie Jonas (Fankie Lucas)

## Emergenza moda
- Titolo originale: Fashion Victim
- Diretto da:
- Scritto da:

### Trama
Stella riesce finalmente a uscire con Van Dyke ma Joe è molto geloso e per sbaglio rovina i vestiti per l'incontro dei Jonas con il primo ministro inglese. Stella s'infuria ma ricuce tutti i vestiti facendo a Joe un vestito veramente strano. Joe riesce a cavarsela all'incontro e infine fa pace con Stella.
- Gue Star: Frankie Jonas (Frankie Lucas), Chuck Hittinger (Van Dyke Tosh), Millicent Martin (Her Majesty), Robert Feggans (Big Man)

## Solo per te
- Titolo originale: That Ding You Do
- Diretto da:
- Scritto da:

### Trama
Joe si innamora di una ragazza che suona il violoncello, vuole invitarla a cena però lei rifiuta perché pensa che Joe sia un superficiale. Allora Joe prova in tutti i modi di convincere la ragazza a uscire con lui. Allora dopo essere entrato nella orchestra con l'aiuto dei fratelli riesce a fare colpo sulla ragazza. Intanto Macy propone una scommessa a Stella dove quest'ultima doveva riuscire a non usare il telefono. Vince Macy.
- Gue Star: Peter MacKenzie (Mr. Phelps), Mariah Buzolin (Angelina)

## L'incubo di Nick
- Titolo originale: Complete Repeat
- Diretto da:
- Scritto da:

### Trama
Nick è disperato: ha il blocco dello scrittore e non riesce più a scrivere canzoni. Infatti, la notte prima, ha fatto un sogno in cui lui non aveva scritto altre canzoni e i fan dei Jonas facevano "Bu". Il giorno dopo trascorre una pessima giornata, fatta di pessime cose, come venire a scuola con il piede nel cemento, rovinare la giacca che Stella le aveva cucito. Alla fine, Nick si addormenta e sogna di scrivere una bellissima canzone ma al suo risveglio non si ricorda nessuna nota, così Kevin e Joe consigliano a Nick di ripercorrere esattamente tutto quello che aveva fatto il giorno precedente. Alla fine sogna di nuovo la canzone ma scopre che non l'aveva scritta lui, bensì era già stata mandata in onda, perché era un jingle sullo spot dei Krunchy Cats; Nick riuscirà comunque a comporre una canzone e quindi i Jonas potranno partire per il tour e potranno registrare il loro prossimo album.
- Gue Star: Frankie Jonas (Frankie Lucas), Samantha Boscarino (Amy)
- Assente: Nicole Anderson (Macy)

## Malato d'amore
- Titolo originale: Love Sick
- Diretto da:
- Scritto da:

### Trama
Joe e Stella devono uscire insieme ma Nick e Kevin cercano di convincere Joe a dimenticarsi di Stella perché potrebbe rovinare l'amicizia che hanno da tanti anni. Joe non annulla l'invito ma si ammala e dato che il giorno dopo avrebbero un'esibizione il padre gli impedisce di uscire; lui disubbedisce e il giorno dopo non ha più voce: alla fine riescono a cavarsela e l'esibizione diventa un successo. Joe e Stella decidono che tra loro non potrebbe mai funzionare quindi rimangono solo amici.
- Gue Star: Graham Patrick Martin (Randolph)

## Punizione
- Titolo originale: Detention
- Diretto da:
- Scritto da:

### Trama
Joe ed Abby, una sua compagna di classe, fanno scattare per sbaglio l'allarme antincendio, perché ad Abby si erano impigliati i capelli. La professoressa Smarth punisce Abby e non Joe, perché è una rockstar e quindi deve essere trattato in modo speciale. Allora Abby s'infuria a morte con Joe, che tenta in tutti i modi di farsi mettere in punizione. Alla fine Joe si mette in punizione ma la professoressa Smarth sostituisce il vicepreside e per offrire i pasti alle persone indica un membro dei Jonas. Alla fine Joe gli fa capire tutto quanto ed Abby finalmente lo perdona. I Jonas incidono "Tell Me Why" a scuola. Come sottotrama, Stella cerca di imparare qualche specialità olimpionica da Macy per avere più crediti alla fine del semestre. Alla fine, Macy dice a Stella che dovrà fare in tempo dodici divise per la squadra di pallavolo potrà avere molti più crediti.
- Gue Star: Tangelina Rouse (Mrs. Snark), Carly Lang (Abby), Bob Glouberman (Mr. Spencer)
- Assente: John Ducey (Tom)

## Finzione o realtà
- Titolo originale: Frantic Romantic
- Diretto da:
- Scritto da:

### Trama
Nick, Joe e Kevin una sera si recano ad un party di vip e, naturalmente, il locale fuori è pieno di paparazzi. Il giorno dopo Joe legge un giornale dove viene detto che lui e una certa Fione Sky stanno insieme e che Joe la sera prima le aveva regalato una collana di diamanti; in realtà, però, Joe aveva trovato per terra quella collana e aveva chiesto di chi fosse e Fiona gli si era avvicinata, come una fidanzata. Joe si arrabbia e scopre che Fiona aveva raccontato a tutti che loro stanno insieme, questo solo per farsi pubblicità. In seguito Joe, con l'aiuto dei fratelli, si traveste da "secchione" per far in modo che Fiona, vedendolo, lo lasciasse in pace credendo che il nuovo look di Joe avrebbe rovinato la sua reputazione. Ma non è così e la fama di Fiona accresce di giorno in giorno; sarà Stella, dopo che i fratelli l'avranno pregata, a fingersi la "vera" ragazza di Joe e Macy scatterà delle foto in cui hanno dei comportamenti romantici e le pubblicherà: nemmeno questo fermerà Fiona. Allora Macy, con l'aiuto del paparazzo "personale" della "diva", che non ne può più dell'ego smisurato della ragazza, darà a Macy una vecchia foto del liceo nella quale Fiona era bruttissima se non si decide a lasciare Joe in pace, la pubblicherà.
- Gue Star: Sara Paxton (Fiona Sky), Robert Feggans (Big Man)

## Una sorpresa per Stella
- Titolo originale: Karaoke Surprise
- Diretto da:
- Scritto da:

### Trama
E il giorno del quindicesimo Amici Versario di Stella e i Jonas, la band organizza una festa a sorpresa per Stella con l'aiuto di Macy e Stella si ingelosisce credendo che Joe e Macy stiano insieme in segreto. Alla fine si risolve tutto e Joe dedica la canzone Give Love a Try a Stella

## Il compleanno dimenticato
- Titolo originale: Forgetting Stella's Birthday
- Diretto da:
- Scritto da:

### Trama
Nick, Joe e Kevin si dimenticano il compleanno di Stella e, dopo che Macy glielo ricorda, decidono di rimediare ma hanno un'intervista la stessa sera della festa, così decidono di fare la festa al piano di sotto e l'intervista al piano di sopra.
- Gue Star: Jim Turner (Robert Lincoln Coler), Robert Feggans (Big Man)

## L'amica di Kevin
- Titolo originale: Cold Shoulder
- Diretto da:
- Scritto da:

### Trama
Kevin è innamorato di una ragazza di nome Anya conosciuta durante il tour in Scandinavia. Quando questa lo viene a trovare all'inizio tutto va per il meglio, ma poi la ragazza capisce che tutti la prendono in giro per i suoi strani modi di fare e lascia Kevin. Stella cerca così di trasformarla in una ragazza americana ma Anya finisce per affidarsi a una rivista e diventa terribilmente cattiva. Intanto Macy, Joe e Nick indagano per scoprire chi fa delle foto imbarazzanti ai Jonas per inserirle sul fansite della ragazza. Alla fine si scopre che era Macy col suo nuovo cellulare, perché non lo sapeva usare.
- Gue Star: Madison Riley (Anya)

## Lo spettro degli esami
- Titolo originale: Exam Jam
- Diretto da:
- Scritto da:

### Trama
I Jonas devono sostenere gli esami di fine anno e nel caso non li passassero il loro tour estivo verrebbe cancellato. Joe e Kevin ce la fanno, mentre Nick viene rimandato in geometria. Grazie però al suo impegno, all'aiuto dei fratelli e alla passione per la musica, riesce a superare l'esame (con A--) e quindi a partire per il tour. Tutta la puntata è presentata da Macy Misa e in questa sono presenti delle pause musicali, come l'inedita versione acustica di "Scandinavia", cantata solo da Kevin.
- Nota: Questo episodio è andato in onda in prima TV assoluta il 1º giugno su Italia 1 e su Disney Channel il 9 luglio 2010, tuttavia, l'episodio su Disney Channel è stato trasmesso (senza avvisare il pubblico che era in prima visione) settimane dopo la messa in onda su Italia 1.